# Creed
I Creed sono un gruppo musicale statunitense, il cui stile viene comunemente definito post-grunge. La band si è formata nel 1995 ed ha inciso 3 album prima dello scioglimento avvenuto nel 2004. Nel 2009 la band si è riunita ufficialmente. Dal 1995 fino al 2012 i Creed hanno venduto circa 28 milioni di copie negli Stati Uniti e 53 milioni in tutto il mondo e l'album Human Clay è stato certificato undici volte disco di platino negli USA.

## Storia del gruppo
La nascita dei Creed avviene grazie all'incontro tra il cantante Scott Stapp ed il chitarrista Mark Tremonti. Dopo aver reclutato Scott Phillips alla batteria e Brian Marshall al basso (inizialmente come bassista per i concerti dal vivo), nel 1997 la band incide My Own Prison per l'etichetta discografica Wind-Up Records.

### Primi anni (1993-1996)
Le origini dei Creed risiedono a Tallahassee nel 1993, in Florida. Il vocalist fondatore Scott Stapp e il chitarrista Mark Tremonti erano stati compagni di classe al liceo e amici della Florida State University. Dopo essersi riuniti, Stapp e Tremonti si sono resi conto di avere un reciproco amore per la musica e l'alternative rock in particolare. Dopo diverse discussioni e momenti dedicati alla scrittura di canzoni, molte delle quali riguardanti temi di teologia e spiritualità cristiana a causa del background religioso di Stapp come figliastro di un ministro pentecostale, il duo ha tenuto audizioni che hanno portato al reclutamento del chitarrista Brian Brasher, il bassista Brian Marshall e il batterista Scott Phillips per completare il quintetto. Alla fine del 1995, Brasher decide di lasciare la band. I Creed hanno quindi stabilito di rimanere come una band di quattro elementi. I quattro musicisti avevano già scritto e collaborato su quattro delle canzoni che sarebbero poi diventate tracce dell'album d'esordio del 1997 dei Creed, My Own Prison. La band ha trovato il successo locale e ha iniziato a suonare nei bar e nei piccoli locali di Tallahassee. Mark Tremonti racconta che, per gioco, durante una delle loro prime esibizioni, decisero di presentarsi al concerto con il primo nome che avessero letto all'interno di un quotidiano locale. La prima cosa che videro fu "Naked Toddler" e decisero immediatamente di abbandonare l'idea. Erroneamente si pensa che il primo nome della band fu "Naked Toddler" tuttavia i Creed non si sono mai esibiti con questo nome.

### My Own Prisone il successo (1997-1998)
Volendo fare «un grande spettacolo in un vero Club», riuscirono a persuadere il proprietario di un bar di Tallahassee a farli esibire sostenendo che potevano garantire un pubblico di 200 persone. Il manager Jeff Hanson in seguito disse a HitQuarters che la band aveva suonato per lo più cover, ma due canzoni originali spiccavano e impressionarono il manager tanto che lui li siglò immediatamente alla sua società di gestione e promozioni e iniziò a sviluppare il loro debutto. Per le loro prime registrazioni ha abbinato il gruppo con John Kurzweg, produttore e amico di Hanson, che riteneva fosse appropriato. Insieme hanno registrato il loro album di debutto per 6 000 dollari, che è stato finanziato da Hanson. L'album, intitolato My Own Prison, è stato inizialmente "autoprodotto" dalla sua etichetta ls Blue Collar Records, vendendo 6 000 copie in tutto lo stato della Florida.
Il disco circolava da tempo nell'industria musicale quando, nel maggio del 1997, Diana Meltzer della Wind-up Records ascoltò l'album per la prima volta e decise quasi immediatamente di metterli sotto contratto con l'etichetta. Più tardi Meltzer ha detto di aver «sentito una vera band da Arena». Durante la stessa settimana, Meltzer, insieme al presidente Wind-up Steve Lerner, al CEO Alan Meltzer e al rappresentante dell'A&R Joel Mark, è volato a Tallahassee per vedere i Creed esibirsi dal vivo e decidere con certezza se offrire loro un contratto. «Vedere l'energia quando Scott Stapp si è avvicinato al microfono e sentire la sua potente voce riempire la stanza, fusa insieme ai riff di chitarra leggendari di Mark Tremonti e al poderoso suono rock dei Creed... era tutto ciò di cui avevo bisogno», ha detto a HitQuarters.
My Own Prison è stato remixato, dotato di un suono più radiofonico e ripubblicato da Wind-up Records. Dall'album sono usciti quattro singoli: My Own Prison, Torn, What's This Life For e One. Ognuna di queste canzoni ha raggiunto il n. 1 nella classifica Billboard Hot Mainstream Rock Songs, facendo dei Creed la prima band a realizzare una tale impresa con un album di debutto. Con una scarsa esposizione a MTV, copertura mediatica o supporto di etichette, My Own Prison ha venduto molto bene, oltre sei milioni di copie e superando sei volte il platino. I Creed hanno continuato a stare in cima alle classifiche di fine anno e sono stati premiati come Artisti Rock dell'anno ai Billboard Music Award del 1998. My Own Prison è stato anche il disco di musica Heavy più venduto del 1998 nella classifica di Hard Music di Nielsen SoundScan. Una versione dal vivo di My Own Prison è stata inserita nell'album di beneficenza Live in the X Lounge. La band ha realizzato una cover della canzone di Alice Cooper I'm Eighteen per la colonna sonora di The Faculty nel 1998. La ricezione critica verso il debut è stata per lo più favorevole. Stephen Thomas Erlewine di AllMusic gli ha assegnato quattro stelle su cinque, dichiarando che «l'album tratta liricamente temi introspettivi quali la ricerca di risposte alle ostilità (della vita) attraverso la fede e la spiritualità».

### Human Clay(1999-2000)
Con il denaro ricavato da My Own Prison, la band ha iniziato a comporre il loro secondo album, Human Clay. Il primo singolo dell'album, Higher, rimase 17 settimane nelle classifiche radiofoniche rock. Nel 2009, Higher è stato classificato come il 95º più grande singolo hard rock di tutti i tempi da VH1. L'album fu pubblicato nel 1999, quando My Own Prison stava ancora andando bene. Tuttavia, Human Clay è stato un successo istantaneo e travolgente debuttando al numero 1 della Billboard 200 e vendendo oltre dieci milioni di copie nei successivi due anni, permettendo così di diventare uno dei pochi album rock a ottenere come diamante il certificato dalla RIAA. L'album è stato il primo della band a raggiungere il numero 1 negli Stati Uniti, dove ha debuttato con le vendite della prima settimana di 315.000, e ha mantenuto il massimo per due settimane. Dopo l'uscita dell'album, sono stati pubblicati tre singoli: What If, With Arms Wide Open e Are You Ready?. In seguito, la band vinse il Grammy Award con With Arms Wide Open per la miglior canzone rock del 2001. What If e l'inedita Is This The End sono state inserite nel film Scream 3 di Wes Craven.
Le recensioni per Human Clay erano ampiamente positive. Stephen Thomas Erlewine di AllMusic ha detto che il disco «chiarisce che esiste un pubblico per l'Hard rock/post-grunge, purché sia prodotto senza compromessi così che soddisfi il desiderio del pubblico di una musica diretta, in grado di colpire in modo duro.» Nel luglio di quell'anno si esibiscono con Robby Krieger (il chitarrista dei Doors) al festival Woodstock 1999.
Durante l'estate del 2000, il bassista Brian Marshall iniziò una spirale nell'alcolismo. Mentre era sotto la dipendenza, Marshall minacciò di picchiare Tremonti, iniziò a trascurare gli obblighi della band e attaccò Stapp sia verbalmente che online. La band ha avuto un incontro per discutere del futuro di Marshall. Stapp e Tremonti sostennero l'idea che Marshall dovesse andare in riabilitazione e tentò di parlare con Marshall, ma questi rifiutò i trattamenti. Inizialmente, il pubblico pensava che Marshall fosse stato espulso perché criticò Eddie Vedder, il frontman dei Pearl Jam, in quanto in un'intervista radiofonica con KNDD nel giugno 2000, sostenne che Scott Stapp era un cantautore migliore di Vedder e criticò i recenti album dei Pearl Jam «perché le canzoni non avevano più la stessa grinta». Stapp più tardi distanziò il resto della band dai commenti di Marshall e dichiarò: «Sì, siamo stanchi riguardo alla domanda sui PJ, ma non c'è scusa per l'arroganza e la stupidità [di Marshall]. Vi chiedo a tutti di non giudicare i Creed come band, perché le affermazioni fatte non erano sentimenti condivisi dalla band, erano di Brian. Mi dispiace se Brian ha offeso qualcuno, e si è già scusato per i suoi commenti.». Stapp dichiarò che l'uscita di Marshall era una sua scelta e non era correlata ai commenti sui Pearl Jam. Brett Hestla, bassista dei Virgos Merlot, sostituì Marshall per il tour.

### Weatherede lo scioglimento (2001-2008)
I Creed lavorarono al terzo album per la maggior parte del 2001, con Tremonti al basso durante le registrazioni per «preservare il nucleo iniziale della band», anche se Hestla è rimasto nella formazione itinerante dei Creed.
Weathered (che secondo Stapp significa essere «temprati e induriti dalle esperienze vissute ma anche segnati, appesantiti dallo scorrere del tempo») è stato pubblicato il 20 novembre 2001. Sono stati estratti sei singoli dall'album: My Sacrifice, Bullets, One Last Breath, Hide, Don't Stop Dancing e Weathered. L'album è un bestseller commerciale ed è stato certificato disco di platino sei volte e ha debuttato al numero 1 della Billboard 200, rimanendo al primo posto per otto settimane.
Il tour per promuovere Weathered ha incontrato notevoli controversie; è stato ritardato nell'aprile 2002, quando Stapp ha subito un trauma cranico e alle vertebre dopo essere stato coinvolto in un incidente stradale. Di conseguenza, oltre alla sua crescente dipendenza dall'alcool, divenne dipendente dagli antidolorifici. Questo, insieme ad altri eventi, portò ad un concerto molto controverso il 29 dicembre 2002 all'Allstate Arena di Rosemont, nell'Illinois, che alla fine portò alla disunione della band. Quattro fan delusi hanno intentato una causa contro la band, sostenendo che Scott Stapp «era talmente ubriaco e sballato da non riuscire a cantare i testi di una singola canzone dei Creed». Dopo le scuse del gruppo, il caso è stato respinto. In seguito, Stapp confermò che era ubriaco durante il concerto ma non era incosciente. Dopo essere rimasti inattivi per oltre un anno, nel giugno 2004 venne annunciato lo scioglimento del gruppo.
Quasi simultaneamente all'annuncio della rottura dei Creed, Stapp ha optato per una carriera da solista. Il 22 novembre 2004, Wind-up Records pubblicò il Greatest Hits.
Scott Stapp ha debuttato con l'album The Great Divide nel 2005 tramite la Roadrunner Records Goneblind. Nel 2004 Tremonti e Phillips si sono riuniti con Marshall per formare una nuova band, gli Alter Bridge, con il cantante Myles Kennedy, ex componente della rock band americana The Mayfield Four.

### Reunion eFull Circle(2009-2010)
Mentre Tremonti si riferiva ai Creed come «ufficialmente nel nostro passato» nel 2006, anni dopo, il 27 aprile 2009, il sito Web dei Creed annunciò che la band si era riunita per un nuovo tour e aveva pianificato un nuovo album.
Nel giugno 2009, i Creed si esibirono con Marshall al basso per la prima volta in nove anni al Sessions@AOL. Il tour reunion dei Creed, con il chitarrista Eric Friedman, iniziò il 6 agosto 2009 e si concluse il 20 ottobre.
Il singolo Overcome venne pubblicato sul sito ufficiale della band il 19 agosto, lo stesso giorno in cui è iniziata la première radiofonica insieme al download digitale il 25 agosto. Il secondo singolo, Rain, è stato pubblicato alle stazioni radio il 23 settembre ed è diventato disponibile il 6 ottobre come altro download digitale. Il terzo singolo, A Thousand Faces, è stato pubblicato nel 2010.
Full Circle venne pubblicato il 27 ottobre 2009. Nella prima settimana il gruppo ha venduto 110 000 copie classificandosi al 2º posto nella Billboard 200 e ricevette un doppio disco d'oro e un disco in platino.
Il 25 settembre 2009, I Creed hanno tenuto un concerto a Houston, in Texas, che è stato registrato, trasmesso tramite streaming live e pubblicato l'8 dicembre 2010, come concerto dal titolo Creed Live. I Creed hanno intrapreso un tour mondiale a sostegno di Full Circle tra aprile e settembre 2010, iniziando con un tour in Australia / Nuova Zelanda, seguito dal Sud America, l'Europa e il Nord America.

### 2011-presente
Nel giugno 2015, mentre promuoveva l'album dei Tremonti Cauterize, Mark Tremonti ha affermato in un'intervista a Kerrang! che Stapp chiedeva che gli altri membri mettessero fine agli Alter Bridge e si esibissero esclusivamente con lui nei Creed. Nell'agosto 2015, Tremonti ha ribadito che non c'erano piani per i Creed per i prossimi anni, ma non ha escluso la possibilità.
Nel settembre 2015, Stapp è apparso al The Dr. Oz Show e ha raccontato la sua storia riguardo alla depressione e l'uso di droghe, e come hanno contribuito a compromettere la sua salute mentale. Alla domanda su una reunion dei Creed, Stapp ha risposto: «Posso dirti cosa, lo spero davvero, adoro i ragazzi con tutto il mio cuore e se stanno guardando, dai ragazzi, facciamo un disco.» Più tardi riconfermò le affermazioni affermando che i Creed si sarebbero "definitivamente" riuniti e che si aspettava del nuovo materiale dalla band entro "i prossimi due anni". Quando gli fu chiesta una conferma riguardo alle dichiarazioni di Stapp, Tremonti chiarì di essere ancora impegnato a promuovere gli album dei Tremonti e che stava lavorando con gli Alter Bridge.
Nel settembre 2015, Stapp annunciò che i Creed avrebbero pubblicato un nuovo album "retrospettivo" quel novembre, costituito da tre dischi, uno con hit, uno con rarità, e l'ultimo con versioni acustiche delle hit, intitolato With Arms Wide Open: A Retrospective. Tuttavia, poco prima della data di uscita venne confermato che l'album sarebbe stato un'esclusiva Walmart negli Stati Uniti, con un'ampia diffusione in altri territori. Nel 2017 Stapp pubblica The Madness con gli Art of Anarchy.
Nal 2024 iniziano un tour reunion chiamato Summer of 99 Tour.

## Stile musicale e tematiche dei testi
La musica dei Creed è generalmente definita Post-grunge. Secondo la rivista Rolling Stone, la voce di Stapp è stata influenzata da Jim Morrison dei Doors. Il suono della band è una rielaborazione in chiave personale del suono sviluppato da band Grunge come Pearl Jam, Stone Temple Pilots, Alice in Chains unito alla forza di impatto e al gusto melodico dell'Heavy metal classico.
La band non è mai stata sotto contratto con un'etichetta musicale cristiana contemporanea, né si è esibita in luoghi di musica cristiana o ha avuto una diffusione regolare sulla radio cristiana. Tuttavia, il nome della band si riferisce al concetto religioso di un credo. I membri della band hanno affermato che, sebbene possano anche essere cristiani, non pensano ai Creed come a una band cristiana. Il bassista Brian Marshall, al quale si deve il nome della band, ha detto che Stapp usa l'immaginario spirituale come metafora. Stapp lo confermò nel 2005 in un'intervista a Craig Kilborn, affermando che il fatto che i Creed fossero una band cristiana era un equivoco, e che le sue convinzioni venivano involontariamente fuori a causa delle analogie alle allusioni spirituali nei testi. Stapp ha specificato: «Le persone confondono le cose, pensando che siamo una band religiosa, ma non lo siamo, io ho solo espresso quello che stavo attraversando in quel momento. Mi stavo interrogando, riflettendo su certi argomenti che contraddicevano tutte le convinzioni che mi avevano insegnato per tutta la vita. È difficile per le persone capirlo perché sono state plagiate, sottomettendosi alle religioni o alle confessioni.».

### Accoglienza ed eredità musicale
I Creed sono stati uno dei più grandi e importanti gruppi Hard rock della fine degli anni '90 e dei primi anni 2000. Il loro successo commerciale è stato enorme ed i loro primi tre album in studio, My Own Prison, Human Clay e Weathered, sono diventati multi-platino negli Stati Uniti, vendendo rispettivamente 6 milioni, 11 milioni e 6 milioni di copie. La band ha anche vinto un Grammy Award come miglior canzone rock per la canzone With Arms Wide Open nel 2001.
Jonah Weiner di Slate ha cercato di dimostrare che la band era «seriamente sottovalutata» e che «la maggior parte delle persone non ama la combinazione di estese power ballad testosteroniche infuse di spiritualità».
Tuttavia, gli spettacoli dal vivo della band nel corso della loro carriera sono stati acclamati dalla critica. Nel 2011, Billboard ha classificato i Creed come migliori artisti degli anni 2000 alla posizione 18.

## Formazione

### Ultima
- Scott Stapp – voce (1995-2004, 2009-2012)
- Mark Tremonti – chitarra solista, cori (1995-2004, 2009-2012), basso in studio di registrazione (2000-2004)
- Brian Marshall – basso (1995-2000, 2009-2012)
- Scott Phillips – batteria (1995-2004, 2009-2012)

### Turnisti
- Eric Friedman – chitarra ritmica e seconda voce (2009-2012)
- Brett Hestla – basso e seconda voce (2000–2004)

## Discografia

### Album in studio
- 1997 – My Own Prison
- 1999 – Human Clay
- 2001 – Weathered
- 2009 – Full Circle

### Raccolte
- 2004 – Greatest Hits
- 2015 – With Arms Wide Open: A Retrospective

## Apparizioni in compilation
- 1999 – Woodstock 1999